# Ulrich von Schlüsselberg

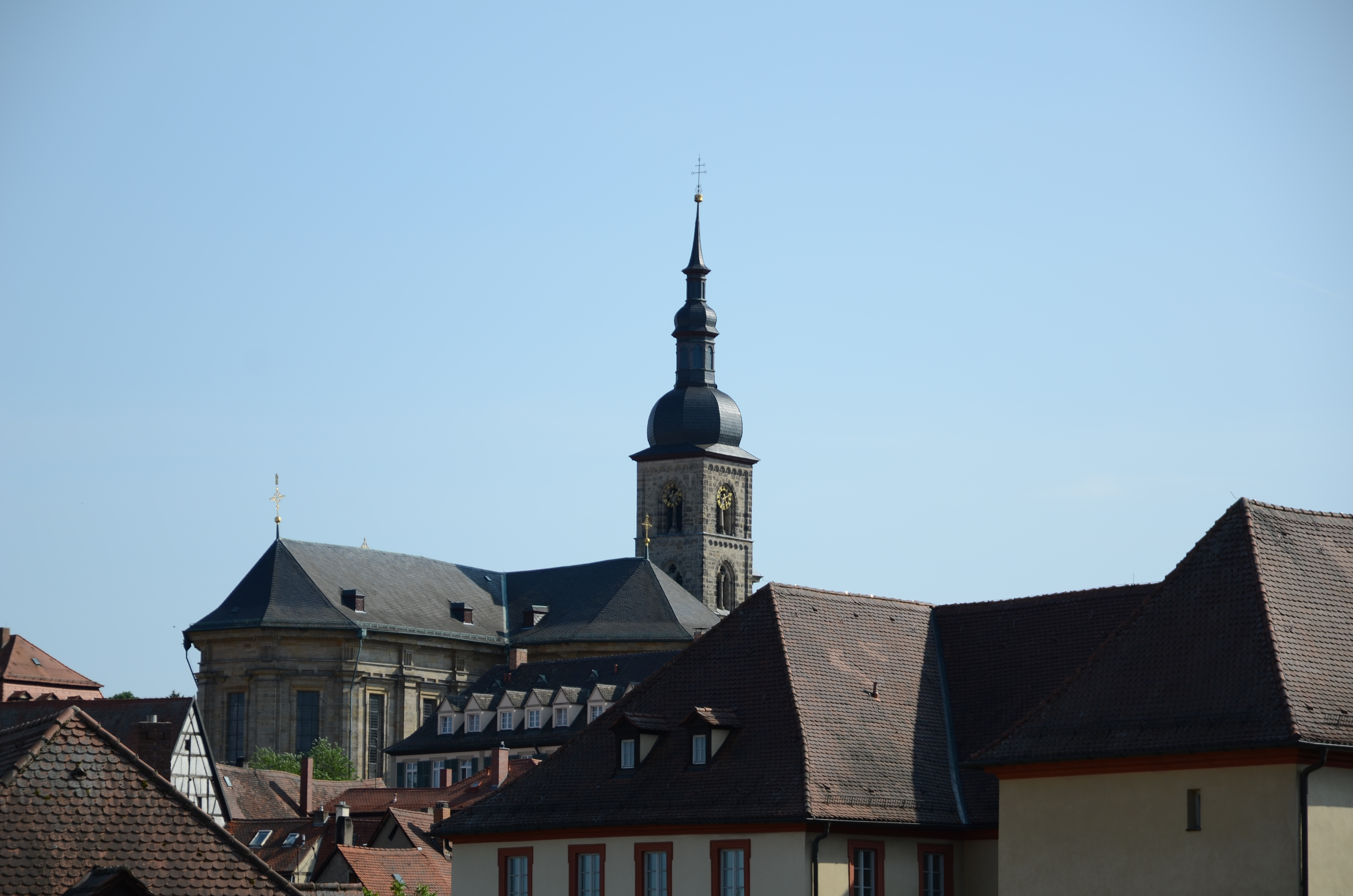
Sankt-Stephans-Kirche in Bamberg

Ulrich IV. von Schlüsselberg († 11. August 1322 in Avignon) war zwar erwählter Bischof von Bamberg und Brixen, verzichtete jedoch auf den Bamberger Posten und starb vor dem Amtsantritt in Brixen.
Ulrich von Schlüsselberg wurde als Sohn des Ulrich III. aus dem Geschlecht der Edelfreien von Schlüsselberg in der Diözese Bamberg geboren. Er wurde Kanoniker in Bamberg und studierte 1302 bis 1303 in Bologna, wurde 1306 Domdekan und 1313 Propst von Sankt Stephan zu Bamberg.
Nach dem Tod des Bamberger Bischofs Wulfing von Stubenberg wurde Ulrich 1318 in einer Doppelwahl gegen Konrad von Giech von einem Teil des Bamberger Domkapitels zum Bischof gewählt. Die beiden Konkurrenten begaben sich nach Avignon, wo die Untersuchung der Wahl geplant war. Auf dem Weg dorthin starb Konrad von Giech unerwartet. Aber Ulrich verzichtete aus ungeklärten Gründen auf seine Rechte, als sich die Untersuchung der Wahl in Avignon verzögerte.
Nachdem der Brixner Bischof Johann Wulfing von Schlackenwerth zum neuen Bamberger Bischof gewählt worden war, stand die Neubesetzung von Brixen dem Papst zu. Im Juni 1322 fiel die Wahl von Papst Johannes XXII. auf Ulrich von Schlüsselberg. Ulrich starb jedoch etwa zwei Monate nach der Wahl in Avignon, ohne jemals sein Bistum betreten zu haben oder geweiht worden zu sein.